# ルートン
ルートン (Luton)は、イギリスのロンドンの北約50kmの近郊に位置するタウンかつバラかつ単一自治体 (Unitary Authority)。

## 経済
帽子の街として有名であった。ボクスホール・モーターズ（ゼネラルモーターズUKリミテッド）の本社および小型商用車工場のGMマニュファクチャリング・ルートンが所在する。ボクスホールの乗用車工場は1903年から2002年まで稼働していた。
また、イージージェット、モナーク航空、TUIエアウェイズといった航空会社が本社を構えているほか、アンリツ、アストラゼネカ、セレックスES、アーンスト・アンド・ヤング、ウィットブレッドといった企業が支社を置いている。

## 交通

### 航空
主にLCCが発着するルートン空港があり、ロンドンへの空の玄関の一つとして利用されている。ルートン空港から、ロンドン市内のバスターミナルであるヴィクトリア・コーチ駅や、他の空港とを結ぶエアポートバスが頻発している。
ルートン空港は1938年に開業し、第二次世界大戦中に基地として利用され、ほぼ倍の規模に拡張された。

### 新交通システム
ルートン空港からルートン・エアポート・パークウェイ駅まではルートンDARTが結んでいる。

### 鉄道
ミッドランド本線が通っている。

## 教育
ベッドフォード大学が市内にある。

## スポーツ
ルートン・タウンFCのホームタウンである。

## 出身人物
- アーサー・ヘイリー - 小説家
- ジョン・アデア - 教育者
- ジョン・バダム - 映画監督
- デヴィッド・アーノルド - 作曲家
- フィル・リード - オートバイレーサー
- ピーター・ホワイト - ギタリスト
- ポール・ヤング - 歌手
- ミック・エイブラハムズ - ギタリスト

## 姉妹都市
- ドイツ - ベルギッシュ・グラートバッハ
- ドイツ - ベルリン・シュパンダウ区
- ドイツ - ヴォルフスブルク
- フランス - ブルゴワン＝ジャイユー
- スウェーデン - エシルストゥーナ
- パレスチナ - ベツレヘム県・バティール